# Ваденойєн
Ваденойєн (нід. Wadenoijen) — село в нідерландській провінції Гелдерланд. Входить до муніципалітету Тіл. Уперше згадується 107 року в працях Тацита під назвою Вадам (нід. Vadam).
Упродовж 1818—1956 років мало статус окремого муніципалітету.

## Галерея

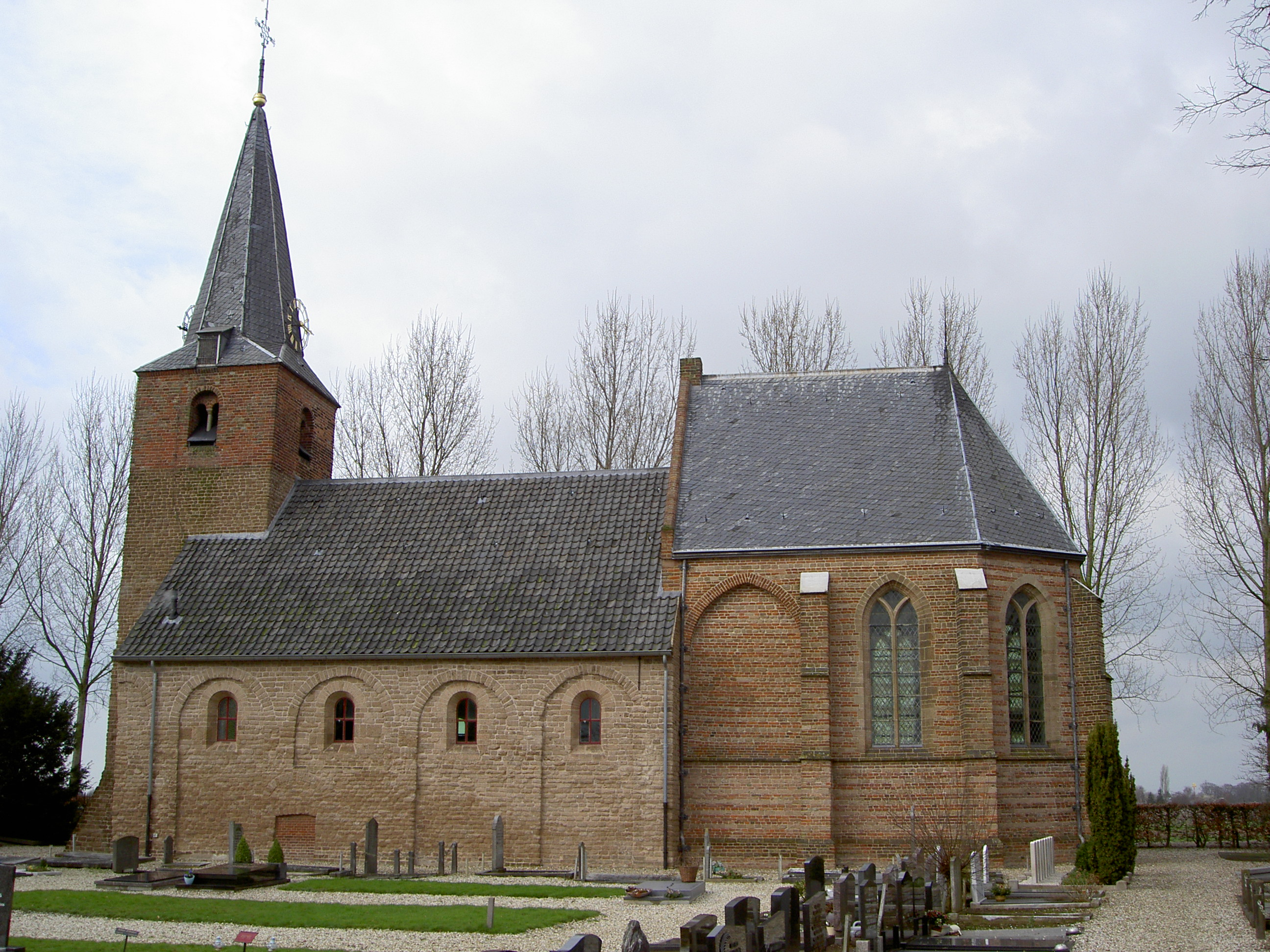
Сільська церква
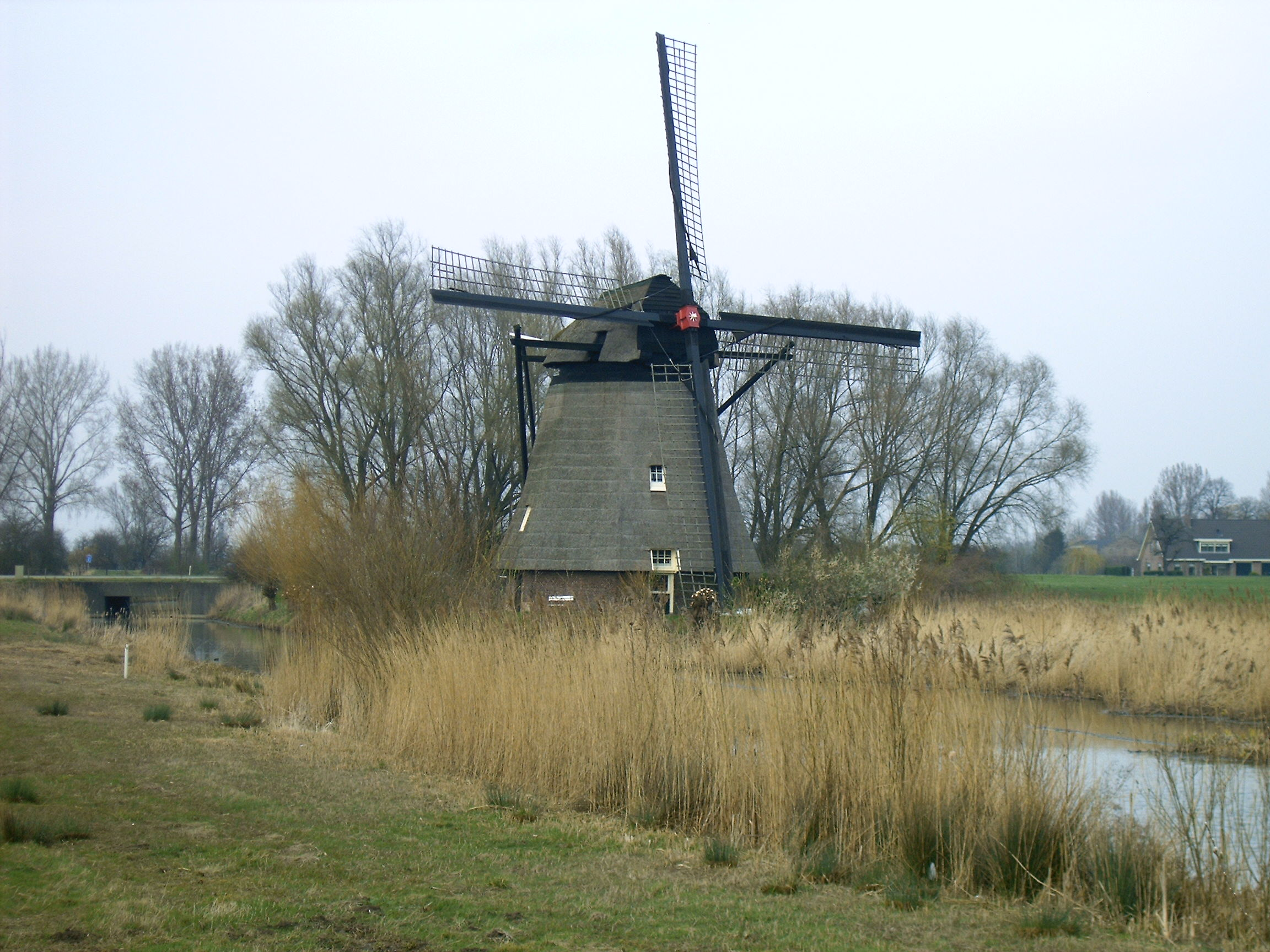
Вітряк у селі
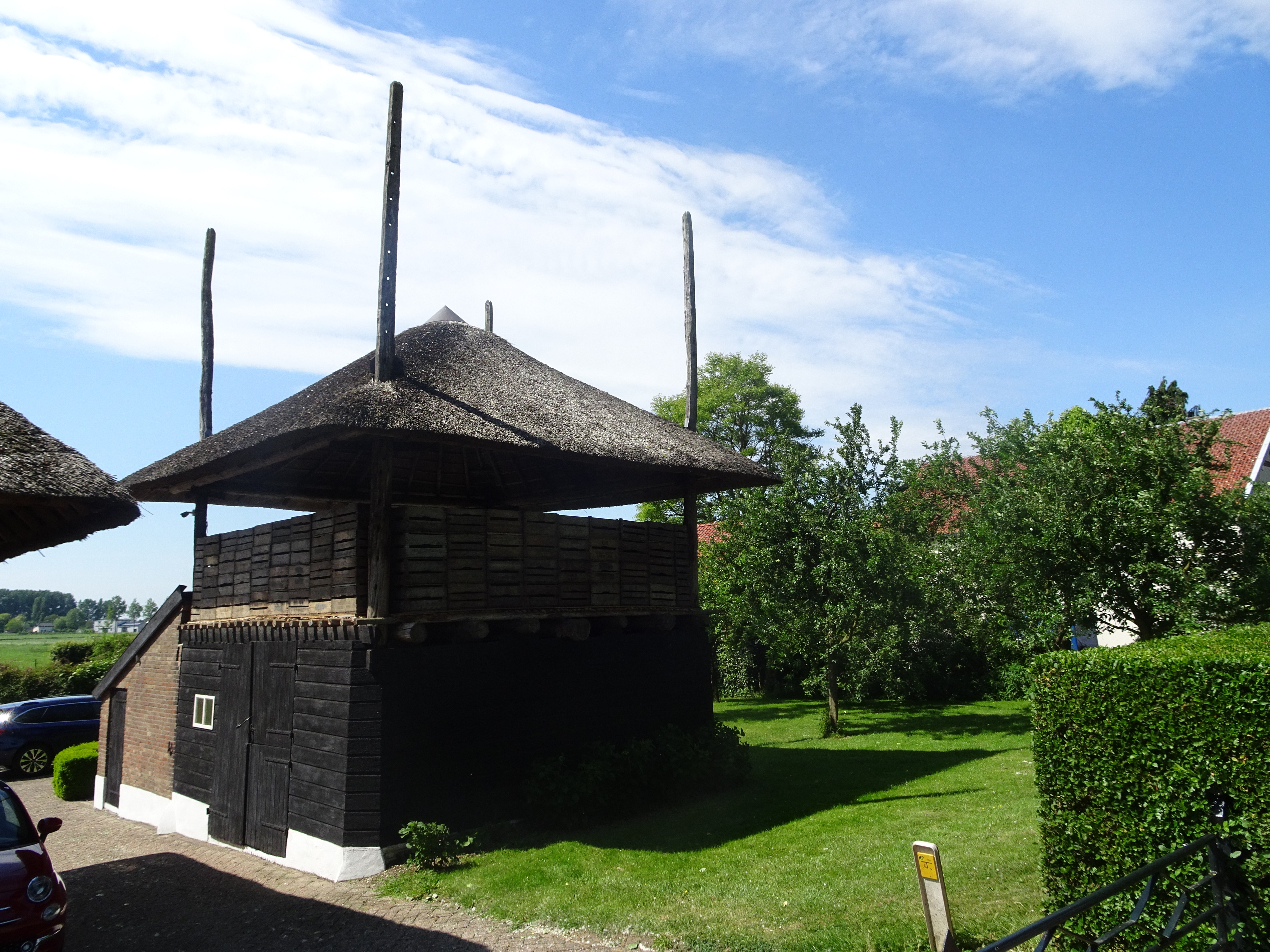
Сіновал
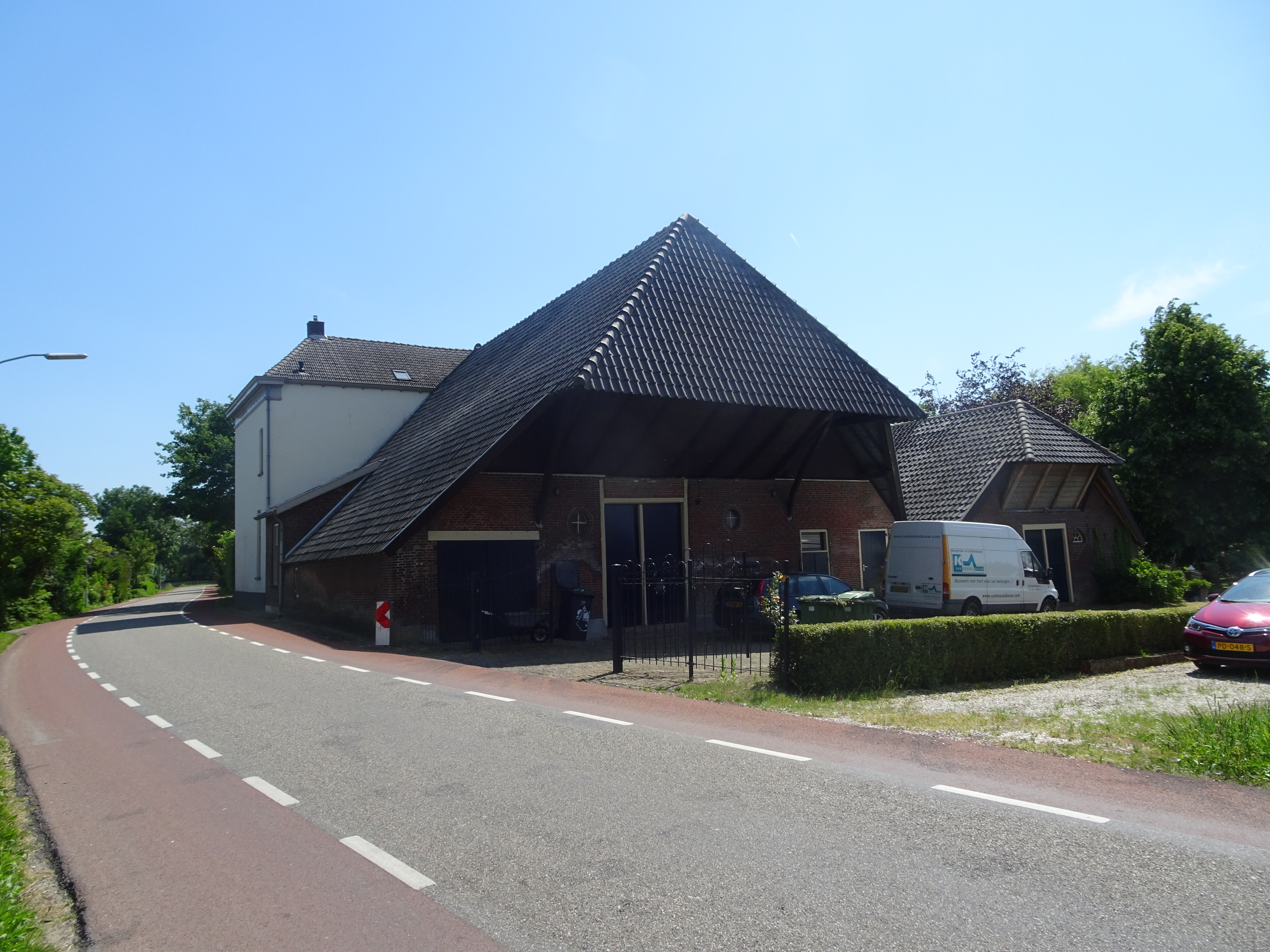
Ферма